# Beloit (Wisconsin)
Beloit ist eine Stadt im Rock County im Süden des US-amerikanischen Bundesstaates Wisconsin. Im Jahr 2020 hatte Beloit laut US Census 36.657 Einwohner.

## Geographie
Beloit liegt am Rock River, der in südlicher und später südwestlicher Richtung zum Mississippi River fließt. Es erstreckt sich über 42,8 km², die sich auf 42,0 km² Land- und 0,8 km² Wasserfläche verteilen. Die Stadt liegt unmittelbar an der Grenze zum Nachbarstaat Illinois, zu dem die an den südlichen Stadtrand angrenzende Nachbarstadt South Beloit bereits gehört. Aufgrund dieser Lage wird die Stadt gern auch Gateway to Wisconsin genannt. 
Am Ostrand der Stadt verlaufen auf einem gemeinsamen Streckenabschnitt die Interstate Highways 39 und 90. Auf Höhe der Stadt zweigt die Interstate 43 in Richtung Milwaukee in nordöstlicher Richtung ab. Durch das Zentrum von Beloit verläuft der entlang des Rock River führende U.S. Highway 51, auf den dort die Wisconsin Highways 81 und 213 treffen.
In Beloit treffen auch mehrere Bahnlinien aufeinander. 
Die nächstgelegenen größeren Städte sind Janesville und von dort in nordöstlicher Richtung  Wisconsins Hauptstadt Madison (22,2 km bzw. 87,1 km), Wisconsins größte Stadt Milwaukee (121 km nordöstlich), Chicago (159 km südöstlich) und Rockford (Illinois) (30,5 km südlich).

## Demografische Daten
Bei der offiziellen Volkszählung im Jahre 2000 wurde eine Einwohnerzahl von 35.775 ermittelt. Diese verteilten sich auf 13.370 Haushalte in 8.904 Familien. Die Bevölkerungsdichte lag bei 852,1 Einwohnern pro Quadratkilometer. Es gab 14.263 Wohngebäude, was einer Bebauungsdichte von 339,7 Gebäuden je Quadratkilometer entsprach.
Die Bevölkerung bestand im Jahre 2000 aus 75,6 Prozent Weißen, 15,4 Prozent Afroamerikanern, 0,4 Prozent Indianern, 1,2 Prozent Asiaten und 4,7 % anderen. 2,8 Prozent gaben an, von mindestens zwei dieser Gruppen abzustammen. 9,1 Prozent der Bevölkerung bestand aus Hispanics, die verschiedenen der genannten Gruppen angehörten. 
27,7 Prozent waren unter 18 Jahren, 11,5 Prozent zwischen 18 und 24, 28,5 Prozent von 25 bis 44, 19,3 Prozent von 45 bis 64 und 13,0 Prozent 65 und älter. Das mittlere Alter lag bei 33 Jahren. Auf 100 Frauen kamen statistisch 92,1 Männer, bei den über 18-Jährigen 87,2.
Das mittlere Einkommen pro Haushalt betrug 36.414 US-Dollar (USD), das mittlere Familieneinkommen 42.083 USD. Das mittlere Einkommen der Männer lag bei 32.870 USD, das der Frauen bei 23.925 USD. Das Prokopfeinkommen belief sich auf 16.912 USD. Rund 9,6 Prozent der Familien und 12,5 Prozent der Gesamtbevölkerung lagen mit ihrem Einkommen unter der Armutsgrenze.

## Wirtschaft
Das bedeutendste Unternehmen der Stadt ist ABC Supply.

## Bildung

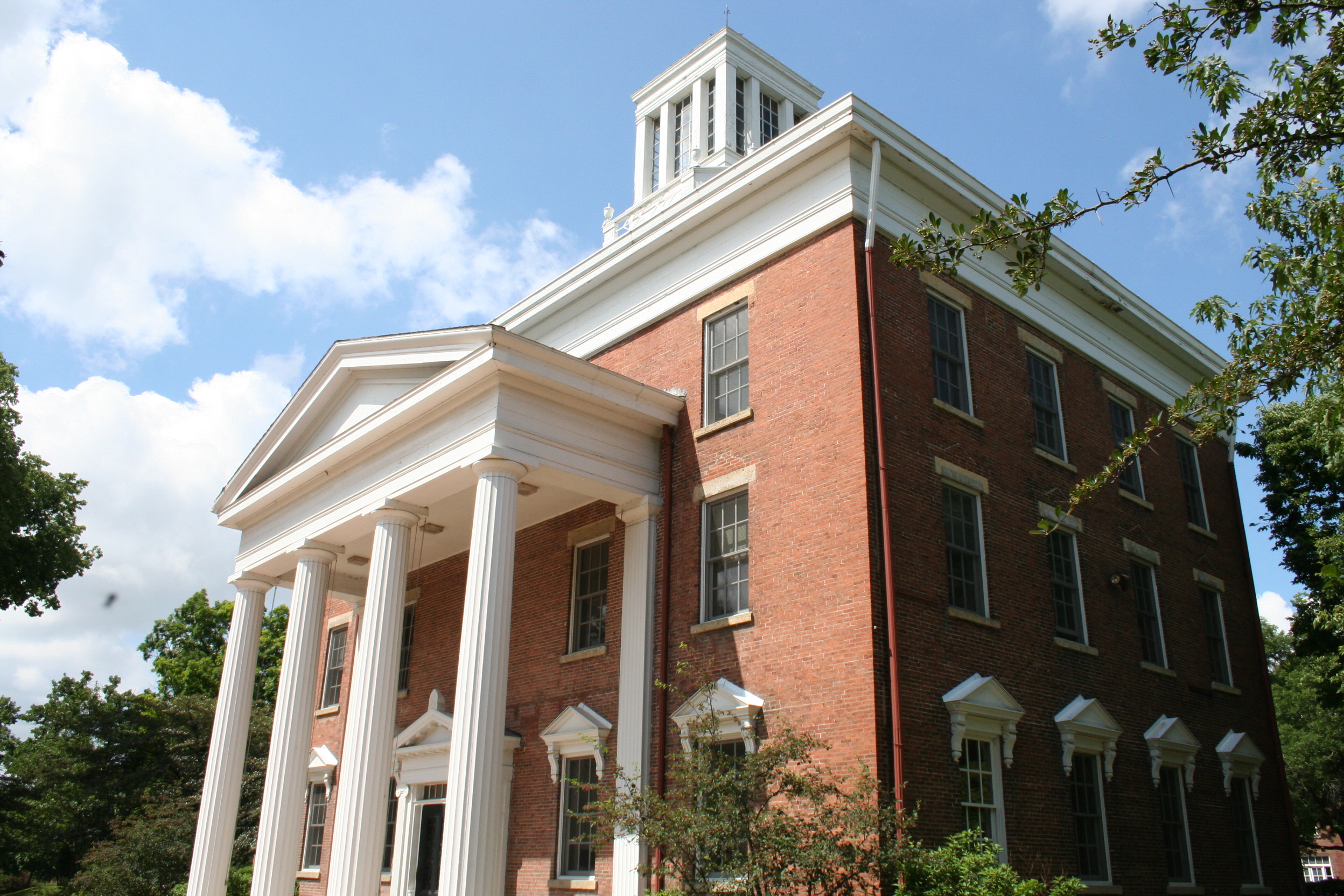
Beloit College

Beloit ist Sitz des 1846 gegründeten Beloit College, einem der frühen Liberal Arts Colleges im Mittleren Westen.

## Sehenswürdigkeiten
- Dem Angel Museum wurden von Oprah Winfrey mehr als 1.000 schwarze Engel gestiftet.

## Söhne und Töchter der Stadt
- Roy Chapman Andrews (1884–1960), Forscher, Abenteurer, Paläontologe und Direktor des American Museum of Natural History
- Hobart Dotson (1921–1971), Jazzmusiker
- Juan Conway McNabb (1925–2016), Ordensgeistlicher, römisch-katholischer Bischof in Peru
- James Andreoni (* 1959), Ökonom
- Danica Patrick (* 1982), Rennfahrerin